# کوه دیر
کوه دیر (به عربی: جبل الدیر) یک کوه در سودان است که در سودان واقع شده‌است. کوه دیر ۱٬۴۵۱ متر بالاتر از سطح دریا واقع شده‌است.